# Hold körüli pályán végrehajtott randevú

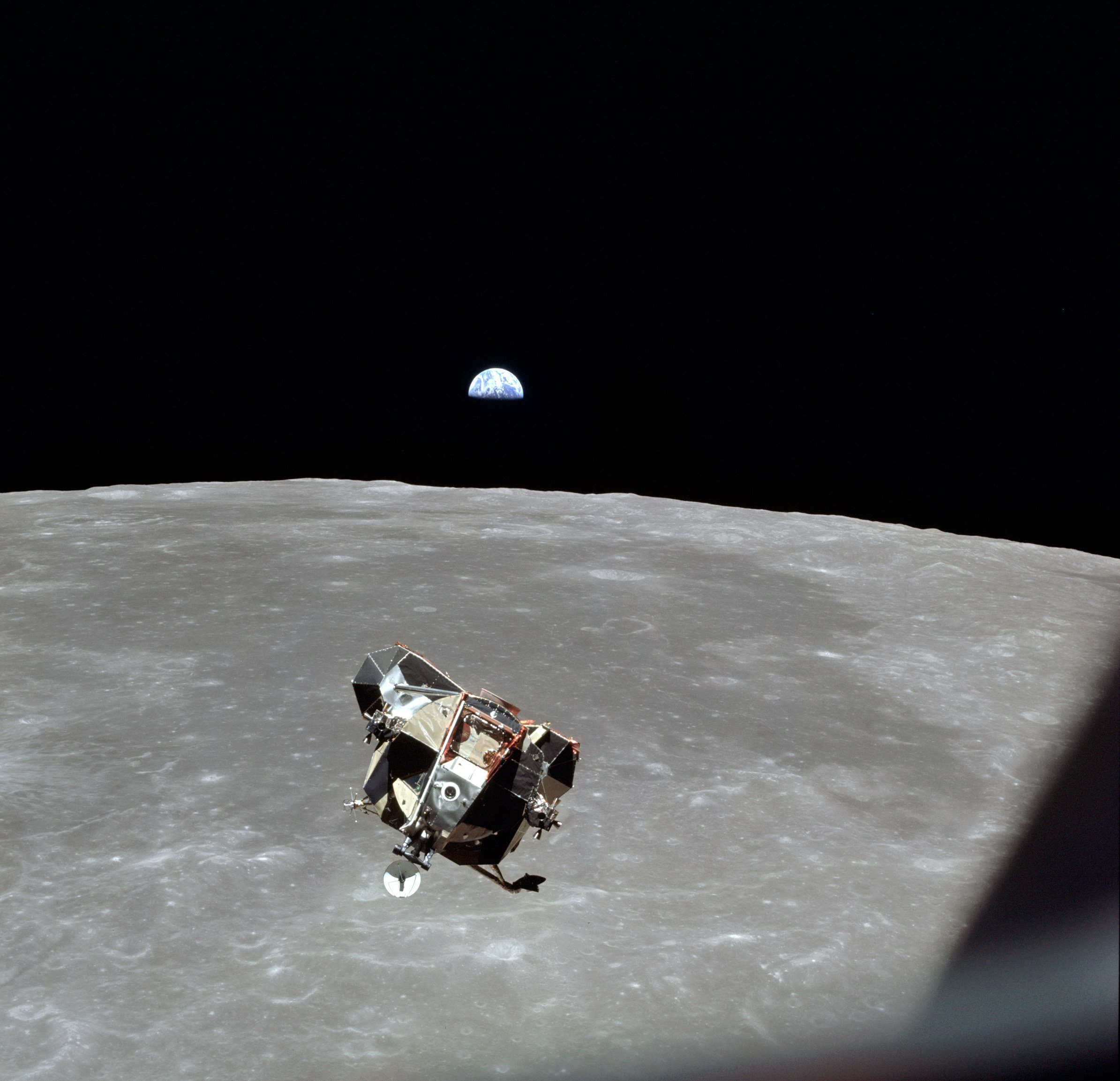
Az Apollo–11 holdkompja közelít a parancsnoki modulhoz Hold körüli pályán

A Hold körüli pályán végrehajtott randevú (Lunar orbit rendezvous) vagy más néven LOR, az Apollo-program során használt eljárás volt, a holdra szállás tulajdonképpeni végrehajtási koncepciója. Lényegét tekintve megoldást nyújtott arra a problémára, hogy ne kelljen túl nagy tömegű űrhajót juttatni a holdfelszínre és ne váljon túl kockázatossá a hazajutás. Technikai tartalmát tekintve pedig azt jelentette, hogy a holdutazáshoz két különálló űrhajó kell – egy nagyobb, az utazás során az űrhajósok lakhelyéül szolgáló, a létfenntartáshoz szükséges készleteket magával vivő és az életfunkciókat fenntartó anyaűrhajó és egy kicsi, csak a leszállásra és a későbbi felszállásra alkalmas holdkomp –, amellyel lényegesen lecsökken a Földről feljuttatandó tömeg.
A koncepció kulcsfontosságú és legnagyobb kockázatot rejtő műveletének a holdkomp holdfelszínről történt felszállása utáni, Hold körüli pályán végrehajtott randevú, azaz a LOR (Lunar Orbit Rendezvous) számított, innen az elnevezése is.
A koncepció egyedi vonásai:
- a Holdon csak egy külön arra tervezett leszállóegységnek kell(ett) landolnia
- a holdkompnak csak egy része, az ún. felszálló modul száll(t) fel a Holdról
- a Földre az egész űrhajórendszernek csak egyetlen része, az anyaűrhajó legénységi kabinja tér(t) vissza

## Alternatív koncepciók

### Direkt leszállás
A holdra szállás megvalósításához elsőként kidolgozott, legegyszerűbb elképzelés, amely a földi felszállás és a holdi leszállás között semmilyen közbenső művelettel nem számolt. A koncepció szerint a Holdra induló űrhajó a földi startot követően elrepült volna a Holdig, majd ott leszállt volna, anélkül, hogy közben pályára kellett volna állnia az égitest körül. A kutatómunka befejeztével ugyanaz az űrhajó felszállt volna a holdfelszínről és közvetlenül hazarepült volna a Földre. Mindezek megvalósítására egy hatalmas méretű és tömegű hordozórakétára lett volna szükség, amely a kor technológiai színvonalán túlzottan nagy kihívás elé állította a szakembereket és egyöntetű vélemény szerint nem készült volna el a holdra szállás Kennedy elnök által, az 1960-as évek végére kitűzött határidejéig. A Nova néven tervbe vett rakéta részletes számításai is azt támasztották alá, hogy az óriásrakéta túlzott technikai kockázatot rejt magában.

### Föld körüli pályán végrehajtott randevú
A Direkt leszállás kényszerű alternatívájaként kidolgozott koncepció, Wernher von Braun elképzelése, amely a holdutazás hardverét több részre osztotta és Föld körüli pályán szerelte volna össze. Az Apollo-program 1961 eleji meghirdetésekor még az az eszközrendszer sem állt össze az USA-ban, amely a Mercury űrhajó alig 1-2 tonnás tömegét Föld körüli pályára tudta volna gyorsítani, míg a Hold eléréséhez több tucat, sőt akár 100 tonnányi tömegű eszközrendszer (űrhajó, hajtóanyag, létfenntartó készletek, kutatóeszközök stb.) lett volna szükség. Von Braun ezért inkább azt az utat választotta, hogy az elképzeléseket igazítja a lehetőségekhez, a szűk keresztmetszetet jelentő hordozóeszköz kapacitáshoz. Ezért a holdűrhajót, a hajtóanyagot és más komponenseket szétosztotta és az elképzelés szerint 10-15 rakétaindítással juttatta volna Föld körüli parkolópályára, ahol több dokkolással egyesítették volna a hardvert. Az így összedokkolt holdűrhajó aztán elrepült volna a Holdra, onnantól pedig a Direkt leszálláshoz hasonlóan folyt volna tovább a folyamat.

## Részletes folyamata
A Földről két űrhajó startol szimultán, a parancsnoki űrhajó és a holdkomp. Elméletben ez megvalósulhat két külön hordozóeszköz indításával is, a gyakorlatban, az Apollo-program során egyetlen starttal megoldható volt a művelet a Saturn V rakéta hatalmas tolóerejére támaszkodva.
Föld körüli pályára állva a két külön űrhajót egymáshoz dokkolják, majd így repül el a Holdig az űrszerelvény (erre a műveletre pusztán azért volt szükség, mert a startkor a parancsnoki modult és a holdkompot csak külön-külön tudták elhelyezni a hordozórakétában).
Elérve a Holdat, és ott Hold körüli pályára állva a holdkomp leválik a parancsnoki űrhajóról és elvégzi a holdra szállást. A személyzet ebben a fázisban kettéválik, a parancsnoki hajóban tovább utazik egy űrhajós, aki felügyeli a rendszereket és irányítja az űrhajót a Hold körüli keringésben, azon idő alatt, amíg a holdkompot irányító társai leszállnak a holdfelszínre, ott elvégzik a kutatómunkát és végül visszarepülnek az orbitális pályára.
A holdkomp orbitális pályára állását követően a két űrhajó megközelíti egymást és újra összekapcsolódnak. A dokkolást követően a legénység újra egyesül, majd a tudományos kutatási anyagot átrakják a már feleslegessé vált holdkompból a parancsnoki egységbe. Később a holdkompot leválasztják és végül a parancsnoki űrhajó egyedül repül vissza a Földre.

## Története

### Korai álmok
Az első részletes elképzelést Jurij Kondratyuk publikálta 1914-ben. A fiatal mérnök az első világháborúban katonaként egy noteszbe jegyzetelte szabadidejében a holdra szállással kapcsolatos ötleteit. Ezekből a Konsztantyin Ciolkovszkij által több fokozatra bontott rakéta analógiájaként egy több részre bontott űrhajó képe bontakozott ki. Kondratyuk modulűrhajója a Holdhoz érve két részre vált szét, a meghajtást szolgáló rész (a hazaúthoz szükséges hajtóanyaggal) Hold körüli pályán maradt, míg a felszínre csak egy kis leszállóegység szállt le. Később, a húszas évek Szovjetuniójában egy kis 72 oldalas füzet formájában saját kiadásban publikálta is az elképzeléseit.

### Párhuzamos ötletbörzék
Az Apollo-program Kennedy elnök által történt bejelentése csak további lendületet adott az USA tudományos közösségeiben már korábban amúgy is beindult elméleti munkának, amely a holdra szállás lehetőségeit kutatta. Dolgoztak kutatók a NASA-nál, más szakemberek a repülőgyáraknál és megint mások az egyetemek kutatólaboratóriumaiban a elméleteken. A NASA-nál a Langley Űrkutatási Központban folyt a legelőrehaladottabb munka, ahol annak ellenére, hogy az ember első repülése utáni időkre egy nagyobb űrállomás pályára állítása volt a következő logikus lépés, mégis belekezdtek a Hold elérésének elméleti módszereinek kimunkálásába is. E csoportban dolgozott John Houbolt is, aki később kulcsszerepet játszott a végső változat kiválasztásában.
A Kennedy-bejelentés felgyorsította az elméleti munkát és a NASA a Langley-beli csoport mellett a washingtoni központban is létrehozott egy munkacsoportot, akik a holdra szállás módozatai után kutattak. Ennek a csoportnak az ötlete volt a „parkolópálya” munkanéven futó elképzelés. A „parkolópálya”-elmélet szerint, ha a holdra leszállni kívánó űrhajót részekre bontják és a holdra szállásnál szükségtelen tömeget (a hazaúthoz szükséges űrhajót és hajtóanyagot) Hold körüli parkolópályán hagyják, akkor a földi felszállásnál sokkal kisebb tömegű eszköz szükségeltetik. A részletszámítások szerint több mint 50%-os megtakarítás lehetőségét mutatták. Az elképzelés maga szinte megegyezett a végül kiválasztott, eredetileg1914-ből való elképzeléssel.
A NASA-n kívül a repülőgépiparban (a leendő űreszközök reménybeli gyártóinál) is folytak kutatások. Amerikában elmosódik a határ az űrprojektekben az állam és a magánszektor között, főként az űreszközök megvalósítása területén, az űrhajókat általában repülőgépgyárak űr-divíziói építik, ezért a várható megrendelés reményében ezekben a repülőgépgyárakban is élénk elméleti munka folyt a holdprogrammal kapcsolatban. A Chance-Vought repülőgépgyár tervező részlegénél is a holdra szállás alapproblémáján dolgozott egy kutatócsoport Tom Dolan vezetésével. Dolan ásta elő egy könyvtárból Kondratyuk elképzelését és dolgozta ki csoportjával a „Hold körüli pályán végrehajtott randevú” elképzelést az orosz gondolkodó alapötlete alapján. Ezt az elképzelést juttatták el a Langley Űrközpontba, egyidőben a washingtoni csoport „parkolópálya”-ötletével.

### Érvek és ellenérvek
A LOR koncepció több előnyt is nyújtott a konkurens elképzelésekhez képest. Ezek:
- kevesebb üzemanyag kellett hozzá, ami kisebb szerkezeti tömeget kívánt meg a rakétától is, azaz lényegesen csökkent a feljuttatandó tömeg
- kisebb rakéta is elegendő volt a kisebb tömeg feljuttatásához, ez pedig kisebb technikai kihívást jelentett a tervezésnél
- a kevesebb tömeg miatt elegendő volt egyetlen rakétaindítás, ami a földi kiszolgáló infrastruktúrával (indítóállás, szerelőcsarnok, szállítóeszközök, üzemanyagtároló-kapacitás, személyzet, stb.) szemben támasztott kevesebb elvárást
- a kisebb technológiai kihívás miatt kivitelezhetőbb volt a holdra szállás Kennedy által kitűzött 1960-as évek végi határidejére.

A NASA vezetése azonban eleinte túl rizikósnak gondolta az elképzelést, elsősorban a még ki nem próbált űrrandevú-technika ismeretlensége miatt. Fő ellenérv a mentés lehetetlensége volt. Az egész terv kulcsának a Holdról visszatérő és a rá várakozó űrhajó Hold körüli pályán való találkozása számított. Ha valami ebben a műveletben nem sikerül, akkor a NASA képtelen lett volna bajba jutott űrhajósait megmenteni és "egy 380 000 km-nyi messzeségben levő orbitális koporsó" mutatta volna Amerika kudarcát, amit a félig-meddig politikusi pozíciónak számító NASA vezetés nehezen vállalt fel. (Ezzel szemben a "Föld körüli pályán végrehajtott randevú" elképzelései szerint a pár száz kilométer magasságban végzett űrműveletek hibája esetén könnyebben haza tudták volna hozni a bajba jutott személyzetet, ezért látszott az az elképzelés kevésbé kockázatosnak.)

### Kiválasztása
A LOR kiválasztásának gyökerei még az Apollo-program bejelentése előttre nyúlnak vissza, az első említést az űrrandevú technika alkalmazására 1961. január 5-én jegyzi John c. Houbolt, aki az Űrkutatási Program Tanács (a NASA-n belül létrehozott testület a korai űrkutatás technikai és menedzsment problémáinak tisztázására) kétnapos meetingjén beszélt először a témáról. (Ez az ülés azért is történelmi – és azért is beszélt itt először Houbolt a témáról – mivel a NASA ekkor vette először napirendre, egy a teljes szervezetre kiterjedő ötletroham keretében a holdra szállás lehetőségét.) Ezen a tanácskozáson dőlt el az is, hogy a holdra szállás technikája három lehetőségre, a „direkt leszállásra”, az „EOR”-ra (Earth Orbit Rendezvous – Föld körüli pályán végrehajtott randevú) és a LOR-ra szűkül.
A legesélyesebbnek először a direkt leszállás technikája látszott, ám Kennedy 1961. májusi bejelentése kétségessé tette, hogy időre megvalósítható. A LOR ebben az időben, csak nagyon egzotikus (sokak által nevetségesnek hitt), végső esetben használható lehetőség volt, egyedül John C. Houbolt (egy alacsonyabb beosztású, Langley-beli szakértő) kardoskodott mellette, levelekkel ostromolta a NASA legfelső vezetőit. Érvei elgondolkodtatóak voltak:
- a LOR szerint nem egy, hanem két önálló űrhajó utazik a Holdhoz, azaz a másik két elképzelés egyetlen űrhajójával szemben az egyik űrhajó biztonsági tartalékot jelent (a holdkomp lehet a mentőcsónak baj esetén - ahogy az később az Apollo–13 repülésen meg is történt)
- a LOR űrhajók végletekig specializáltak lehetnek, hisz csak egy feladatra kell alkalmasak legyenek, így nem kell technológiai kompromisszumokra törekedni a tervezésüknél és gyártásuknál, míg a másik koncepciók űrhajói többféle követelménynek is meg kell feleljenek, ami csak kompromisszumok árán lehetséges.

Houbolt levelei megtették a hatásukat és másfél évnyi vita után 1962 nyarán a NASA hivatalossá tette, hogy a LOR-t használják majd az Apollo-program holdra szállásainál.

## Hatása az űrkutatásra
A Hold körüli pályán történő randevúnak széles körű hatása volt, hisz ma már szinte magától érthető, hogy a következő holdprogramban is ugyanezt a rendszert fogják alkalmazni, sőt valószínűleg a Mars-utazásokhoz is valamilyen a LOR-on alapuló koncepciót alkalmaznak majd.
Ezen kívül az automata szondákkal történő bolygókutatásban is voltak már példák, hogy a részletes felderítéshez külön keringő és külön leszálló egységet alkalmaztak.

## Külső források

### Magyar források
- Dancsó Béla: Holdséta (2004. Novella Kiadó)
- Az utolsó puzzle darabka: 35 éve repült az Apollo 9 (1. rész)

### Külföldi oldalak
- LOR decision